# Micro
Micro je drugi EP ukrajinskog heavy metal sastava Jinjer. Diskografska kuća Napalm Records objavila ga je 11. siječnja 2019. godine.

## Popis pjesama
| 1.    | »Ape«               | 3:16 |
| 2.    | »Dreadful Moments«  | 4:45 |
| 3.    | »Teacher, Teacher!« | 5:51 |
| 4.    | »Perennial«         | 4:37 |
| 5.    | »Micro«             | 1:43 |
| 20:12 |                     |      |

## Zasluge
Jinjer
- Tetjana Šmajljuk – vokali
- Roman Ibramhalilov – gitara
- Jevgen Abdjuhanov – bas-gitara
- Vladislav Ulasevič – bubnjevi

Ostalo osoblje
- Max Morton – snimanje, miksanje, masteriranje, produkcija
- Oleg Rooz – dizajn
- Riley Schmitz – ilustracije